# Пол Манафорт
Пол Джон Ма́нафорт-молодший (англ. Paul John Manafort, Jr; 1 квітня 1949) — американський лобіст, політичний консультант та колишній адвокат. Упродовж довго часу працював консультантом президентських кампаній Республіканської партії, а з червня по серпень 2016 року обіймав посаду голови виборчого штабу Дональда Трампа. 2018 року був засуджений за податкове та банківське шахрайство й з січня 2019 втратив ліцензію на юридичну практику.
Манафорт працював радником під час президентських кампаній Джеральда Форда, Рональда Рейгана, Джорджа Буша-старшого та Боба Доула. У 1980 році став співзасновником створеної у Вашингтоні лобістської фірми Black, Manafort & Stone спільно з Чарльзом Блеком-молодшим та Роджером Стоуном, до яких у 1984 приєднався Пітер Келлі. Манафорт лобіював інтереси суперечливих іноземних лідерів, таких як колишній президент України Віктор Янукович, колишній диктатор Філіппін Фердинанд Маркос, лідер ангольських партизан Жонас Савімбі, колишній диктатор Заїру Мобуту Сесе Секо. Лобіювання на користь іноземних урядів вимагає реєстрації в Міністерстві юстиції відповідно до Закону про реєстрацію іноземних агентів (FARA), тоді як Манафорт зареєстрував себе заднім числом 27 червня 2017 року.

## Раннє життя та освіта
Манафорт народився 1 квітня 1949 року в Нью-Брітені (штат Коннектикут) у родині Пола Джона Манафорта-старшого і Антуанетти Марії, до шлюбу Сіфалю́. Родина Манафортів походить від італійських іммігрантів, які перебралися до США в 1919. Дід Манафорта, Джеймс Манафорт, заснував New Britain House Wrecking Company — фірму по знесенню старих будинків у Нью-Брітені.
Його сини перетворили батькове дітище на справжню корпорацію під назвою Manafort Brothers Inc. Один із них, Пол Джон Манафорт-старший, протягом Другої світової війни служив в інженерних військах у Європі, а потім заснував і став першим президентом організації «Молоді республіканці Нью-Брітена». Працював мером цього міста з 1965 по 1971.
Його син, Пол Манафорт-молодший, закінчив Джорджтаунський університет в 1971 році, отримав ступінь бакалавра з фаху «бізнес та адміністрація», а 1974 року — завершив Школу права Джорджтаунського університету, здобувши диплом «доктора права» (ступінь, що надається без захисту дисертації).

## Професійна кар'єра

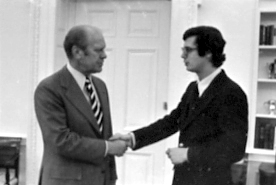
Манафорт і Джеральд Форд, 1976

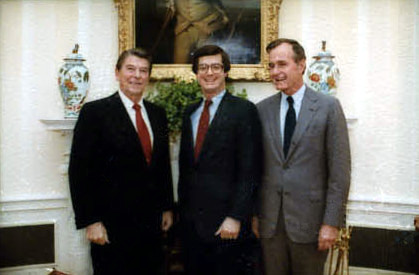
Манафорт на зустрічі з президентом Рональдом Рейганом та віце-президентом Джорджом Бушем-старшим,1982

Від 1977 до 1980 року Манафорт працював адвокатом у фірмі Vorys, Sater, Seymour and Pease у Вашингтоні. 1985 року займав посаду директора Центру вивчення демократичних інститутів. Також працює старшим партнером у фірмі Девіс, Манафорт і Фрідман.

### Консультативна діяльність
1976 року Манафорт значився у передвиборчому комітеті президента Джеральда Форда, координував вербування представників у восьми штатах; всім передвиборчим штабом керував Джеймс Бейкер. Від 1978 до 1980 року Манафорт був координатором від півдня під час президентської кампанії Рональда Рейгана, а також заступником директора з політичних питань у Республіканському національному комітеті.
Після обрання Рейгана в листопаді 1980 року, Манафорта призначено заступником директора особистої канцелярії Президента в Білому домі. 1981 року його висунуто до ради директорів «Корпорації приватних закордонних інвестицій» — державного агентства, діяльність спрямовувалась на всебічну підтримку американського бізнесу за кордоном.

#### Президентська кампанія Дональда Трампа
Манафорт був радником під час президентської кампанії Джорджа Буша-старшого 1988 року, Боба Доула 1996-го, Джорджа Буша-молодшого і Джона Маккейна. У березні 2016 року він приєднався до президентської кампанії Дональда Трампа, щоб «спрямовувати зусилля з ловитви делегатів» («delegate-corralling») — як голова передвиборчого штабу, змінивши на цьому посту Корі Левандовскі. За даними The New York Times, рішення звільнити Корі Левандовскі пов'язано з тим, що в оточенні Дональда Трампа зросло невдоволення діями менеджера, які загострили взаємини передвиборного штабу політика з американськими медіа. У квітні 2016 року Манафорт дістав контроль над бюджетом $20 млн, правом вербування працівників, рекламою й ЗМІ-стратегією.
9 червня 2016 року Манафорт, Дональд Трамп-молодший і Джаред Кушнер стали учасниками зустрічі з російським адвокатом Наталією Весельницькою, щоб нібито отримати від неї компроматну інформацію про кандидата від Демократичної партії Гілларі Клінтон. Зустріч, як зазначають ЗМІ, організував піар-менеджер, музичний агент та журналіст Роб Голдстоун від імені, як він запевняє, свого клієнта Еміна Агаларова, сина азербайджансько-російського бізнесмена Араза Агаларова.
У серпні 2016 в ЗМІ спливла інформація про те, що Пол Манафорт в період з 2007 по 2012 рік міг нелегально отримати від колишнього президента України Віктора Януковича і його Партії регіонів $ 12.7 мільйонів незареєстрованих готівкових платежів. Цю інформацію оприлюднив народний депутат України, екс-журналіст Сергій Лещенко. У Національному антикорупційному бюро України (НАБУ) підтвердили інформацію про те, що Манафорт фігурує у так званій тіньовій бухгалтерії Партії регіонів, але підкреслили, в графі одержувачів значаться підписи інших осіб, а це не означає, що саме Манафорт отримував дані гроші.
Сам Манафорт заперечив отримання грошей з «тіньової каси», заявивши, що вважає ці звинувачення неправдивими, але оскільки скандал став перешкодою на шляху Трампа до президентства, вирішив подати у відставку, назвавши обрання політика своєю головною метою. 19 серпня 2016 року Трамп задовольнив прохання Пола Манафорта, заявивши, що вважає політконсультанта справжнім професіоналом. Місце голови виборчого штабу Дональда Трампа зайняли керівник американського ультраправого інтернет-ресурсу Breitbart News Стівен Беннон та головний виконавчий директор The Polling Company/WomanTrend соціолог Келліенн Конвей.

### Кар'єра лобіста

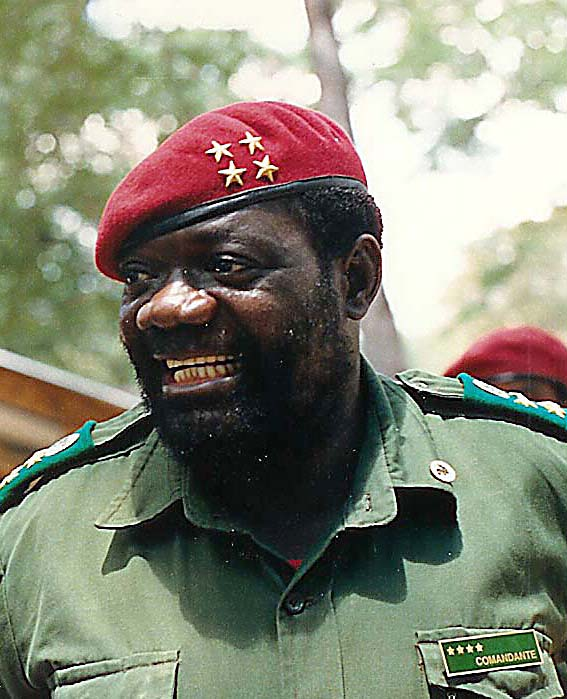
Лідер ангольських партизан Жонас Савімбі

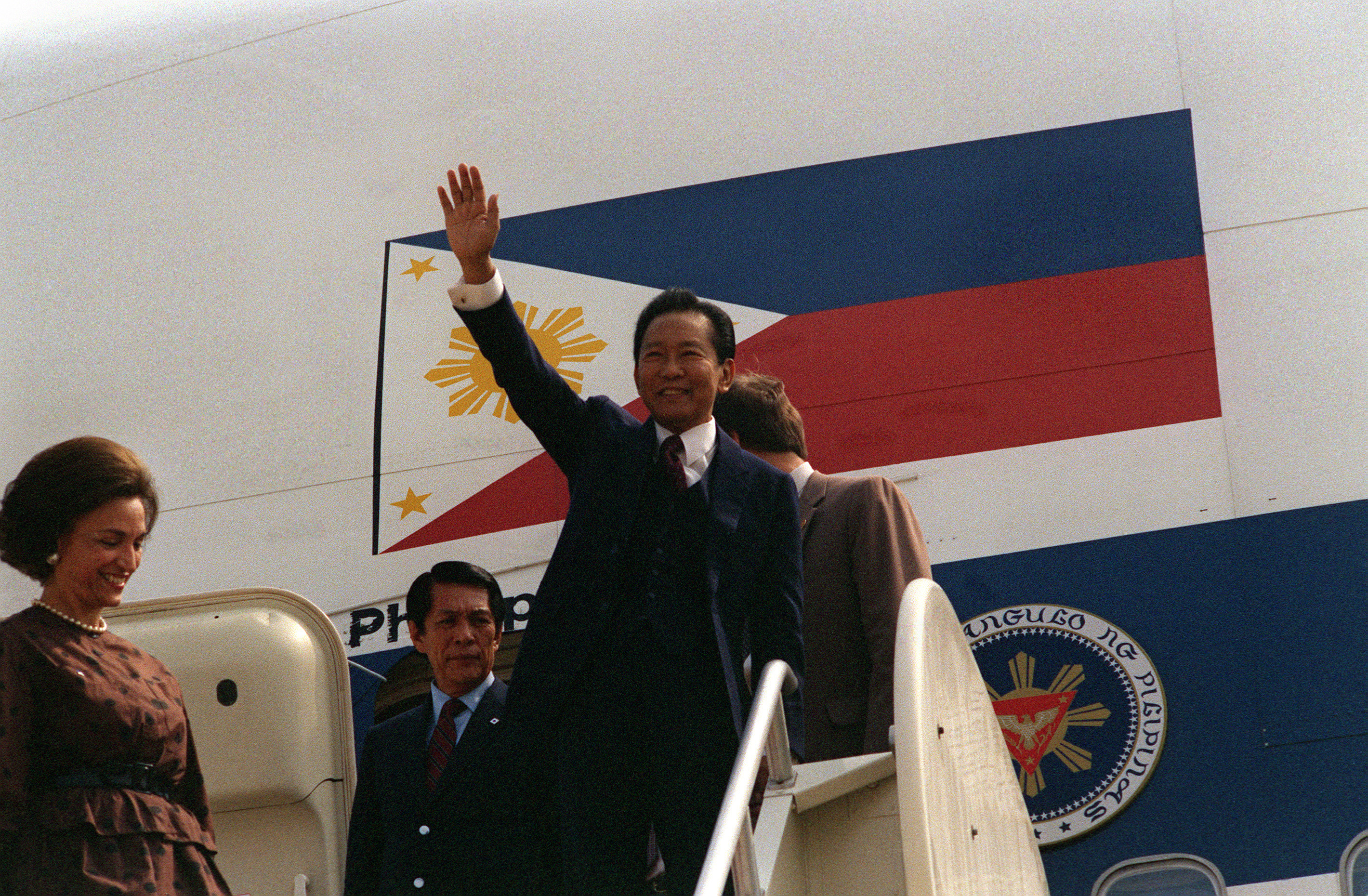
Фердинанд Маркос

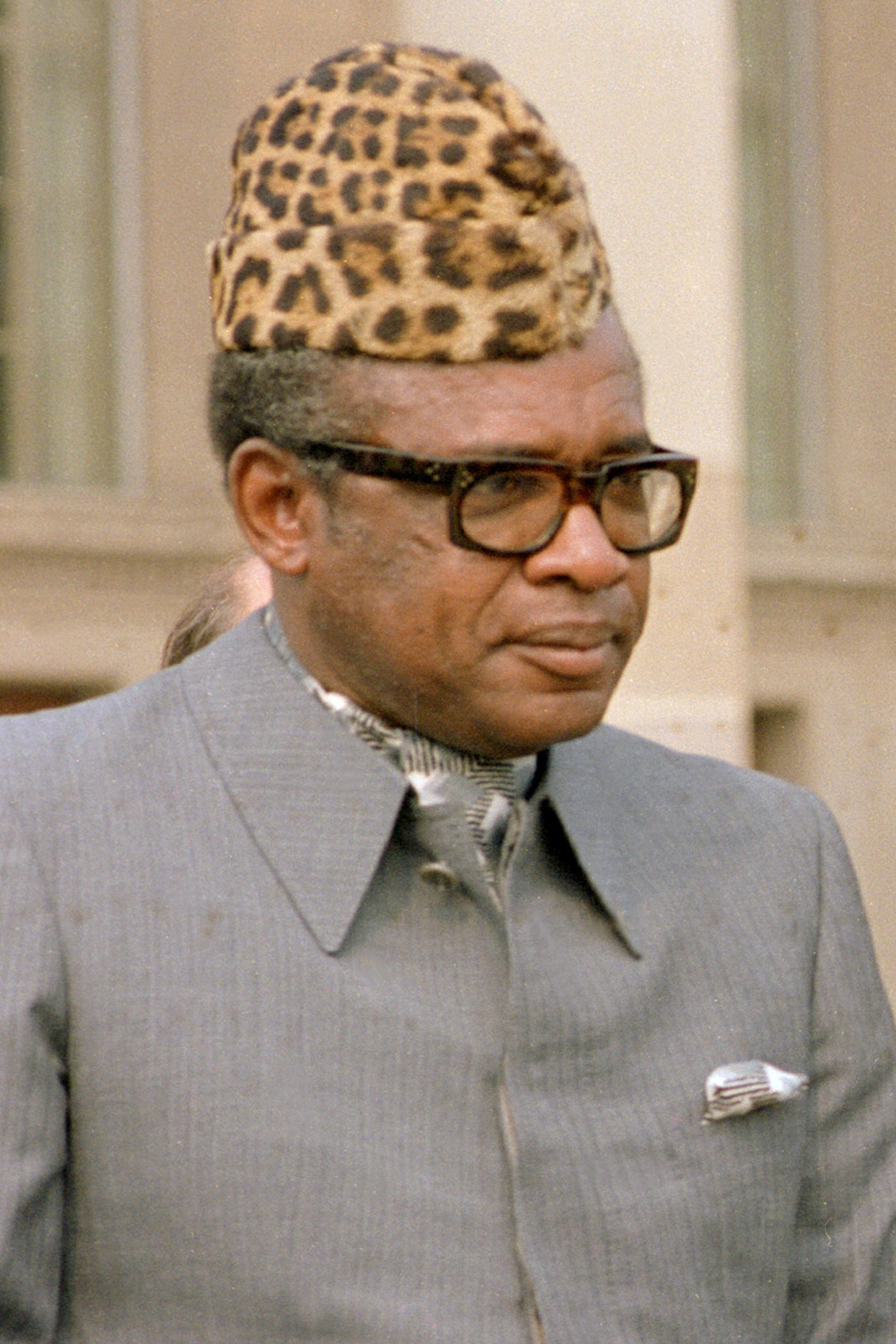
Мобуту Сесе Секо

1980 року Манафорт засновує консалтингову фірму «Black, Manafort, Stone and Kelly», штаб-квартира якої знаходиться у Вашингтоні. ЇЇ клієнтами довгий час були вкрай спірні політики: диктатори та корупціонери, які прагнули відбілити свій імідж, принаймні перед американською владою. 1996 року він покинув організацію, щоб разом із Ріком Дейвісом створити новий центр — «Дейвіс, Манафорт і Фрідман».

#### Співпраця з Жонасом Савімбі
1985 року Манафорт отримав 600 000 доларів США від Жонаса Савімбі, маоїстського лідера ангольського повстанського угруповання УНІТА, аби той «відбілив» Савімбі у Вашингтоні й забезпечив йому фінансову підтримку як антикомуністу. Після того як БМСК організував Савімбі відвідування заходів в «Американському інституті підприємництва» (де його улесливо представила Джин Кіркпатрік), фонді «Спадщина» і в Freedom House, той зумів отримати від Конгресу сотні мільйонів доларів американської допомоги. Стверджують, що Манафорт продовжував лобіювати Савімбі і цим забезпечив тому грошову підтримку ще впродовж кількох років після того, як Радянський Союз припинив свою участь у ангольському конфлікті, відтягуючи мирні переговори.

#### Відбілювання авторитету інших зарубіжних керівників
Манафорт отримав $900 тис. за підтримку Фердинанда Маркоса. Також брав участь у лобіюванні президента Сомалі Сіада Барре і президента Конго Мобуту Сесе Секо. Його фірма також займалась «відбілюванням» іміджу урядів Домініканської Республіки, Екваторіальної Гвінеї, Кенії (приблизно $660–750 тис. щорічно між 1991 і 1993 роками), а також Нігерії ($1 млн, 1991). Через цю діяльність фірму Манафорта в офіційному звіті «Лобі мучителя» (The Torturer's Lobby) занесли до списку п'яти провідних фірм з лобіювання, які отримують гроші від режимів-порушників прав людини.
За даними газети The New York Times, Манафорт отримував гроші за лобіювання інтересів автономного уряду Курдистану щодо підтримки ідеї незалежності регіону від Іраку й легшого процесу визнання нової держави з боку країн Заходу.

#### Участь у «афері Карачі»
Манафорт розробив стратегію кампанії Едуара Баладюра під час виборів 1994 року, воліючи отримати платню за свою працю (принаймні 200 000 дол.) «по-чорному». Гроші йому передали через його приятеля, ліванського торговця зброєю Абдул-Рахмана алб-Ассіра: разом з платою пересічним учасникам оборудки з продажу трьох французьких підводних човнів класу «Агоста». Скандал із субмаринами відомий під назвою «афера Карачі».

#### Співробітництво з пакистанською міжвідомчою розвідкою
Манафорт отримав $700 000 від Kashmiri American Council («Кашміро-Американської Ради») між 1990 і 1994 роком, начебто щоб полегшити становище кашмірського населення. Однак, розслідування ФБР показало, що насправді гроші йшли від пакистанської агенції міжвідомчої розвідки — як складова операції з дезінформації, з метою відволікти увагу від тероризму. Колишній пакистанський посадовець міжвідомчої розвідки стверджував, що Манафорт знав про справжню суть операції. Під час зйомок документального фільму в рамках цієї угоди Манафорт взяв інтерв'ю в кількох індійських посадовців, видаючи себе за репортера CNN.

#### Скандал у сфері ЖКГ
Наприкінці 1980-х Манафорт зазнав критики за аферу в ЖКГ: використавши свої зв'язки, він добився виділення для Департаменту житлового будівництва та міського розвитку 43 млн. доларів на відновлення зруйнованих будинків у Сібруку (штат Нью-Джерсі). На вдячність у справі пошуку грошей фірма Манафорта отримала 326 тис. дол. винагороди: багато у чому завдяки особистим зв'язкам Дебори Ґор Дін, виконавчого помічника фірми, з Самюелем Пірсом-молодшим — колишнім секретарем департаменту.

#### Лобіювання Віктора Януковича
Манафорт працював радником під час президентської кампанії Віктора Януковича, навіть попри те, що американський уряд (і Маккейн) був проти Януковича — через його зв'язки з Росією і Володимиром Путіним. Манафорта найняли на посаду радника через кілька місяців після масових вуличних демонстрацій (зараз відомих як «Помаранчева революція»), під натиском яких Верховний суд скасував перемогу Януковича на Президентських виборах 2004. Борис Колесніков, керівник передвиборчої кампанії Януковича, визнав, що Партія регіонів найняла Манафорта після того, як зазнала певних організаційних та інших проблем під час виборів 2004, на яких кампанією керували російські політтехнологи. Манафорт відкинув закиди посла США в Україні Вільяма Тейлора, що він підриває інтереси США в Україні.
2010 року за участю Манафорта Янукович проводив президентську кампанію, звинувачуючи лідерів Помаранчевої революції в поганому управлінні економікою. На президентських виборах Янукович з невеликою перевагою переміг тодішнього прем'єр-міністра Юлію Тимошенко, одну з керівників демонстрацій 2004 року. Янукович завдячує поверненням популярності і перемогою на виборах різкій зміні свого політичного образу, що відбулася, як стверджують люди з його партії, частково завдяки консультаціям Манафорта. Саме Манафорт радив використовувати регіональні та етнічні особливості під час голосування, розповідаючи про «безправ'я» мешканців східної України, які відчували себе кинутими після Помаранчевої революції. Наполягав, щоб Янукович підписав Угоду про асоціацію з ЄС та припинив переслідування Тимошенко. Але останні поради Манафорта були проігноровані.
Згідно зі щорічним звітом Міністерства юстиції США з 2008 року, компанія Манафорта задекларувала отримання від Партії регіонів $63 750 за консультації впродовж шестимісячного періоду, який закінчився 31 березня 2008 року.
Під час парламентських виборів 2014 року співпрацював з «Опозиційним блоком» і одним із перших запропонував саме таку назву партії. Активно співпрацював з Сергієм Льовочкіним.

#### Укртелеком
2019 року стало відомо про причетність Манафорта до злочинної приватизації компанії Укртелеком.

## Домашній арешт
30 жовтня 2017 року Манафорту пред'явлено звинувачення. Серед 12 пунктів і такі, як «змова проти США», відмивання коштів, несплата податків, приховування фінансових даних, неправдиві й оманливі свідчення американським органам влади та робота лобістом іноземної установи без реєстрації, що є кримінальним злочином в США. Для уникнення сплати податків він, за версією слідства, використовував офшорні компанії, відмивши через них 18 мільйонів доларів, які використав у США. Суд обрав домашній арешт і відібрав паспорт для того, щоб підозрюваний не втік із країни. Також під домашній арешт відправили ділового партнера Манафорта Ріка Гейтса. Манафорту загрожує до 80 років позбавлення волі у разі доведення його провини.
30 жовтня зранку Манафорт із адвокатом самі приїхали до офісу ФБР. Він також центральна фігура у розслідуванні спеціального радника Роберта Мюллера про можливу змову між Трампом і Росією.
Між 2006 і 2015 роками ці два лобісти (Манафорт і Гейтс) заробили десятки мільйонів доларів. Ці гроші не декларувалися і з них не платилися податки. Кошти відмивали у США та за кордоном, зокрема на Кіпрі, Сейшелах та в Сент-Вінсенті і Гренадинах. У 2012 році Манафорт купив будинок у Брукліні за 3 мільйони доларів готівкою і кондомінімум у Сохо за 2.8 млн. Для цього він використовував готівку, а кошти знімав із офшорних рахунків на Кіпрі. Загалом на них зареєстровано 17 офшорних компаній. Більше 78 млн доларів надійшло на рахунки цих компаній. За підтримку Януковича компанії лобістів Podesta Group та Mercury Public Affairs отримали 2 мільйона доларів. У 2006 році завдяки підтримці цих двох американських політтехнологів Партія регіонів виграла вибори до ВР. А 2010 року вони ж допомогли обрати президентом Віктора Януковича. 2014 року лобісти продовжили співпрацю із українцями з Опозиційного блоку, завдяки чому 40 кандидатів від цього блоку стали депутатами. 2016 року про дії Манафорта писав Сергій Лещенко. Але тоді Манафорт відкидав звинувачення. Манафорта до України привіз Рінат Ахметов.
У липні 2018 року слідчі групи Роберта Мюллера надали близько 300 документів, які розкривають деталі спільної роботи Пола Манафорта та Партії Регіонів. У січні 2019 року стало відомо, що Пол Манафорт отримував регулярні грошові перекази через офшорні рахунки від Сергія Льовочкіна та Ріната Ахметова, а у листопаді 2016 року очікував сплату у розмірі 2,4 млн доларів від українських олігархів. Загалом Пол Манафорт отримав близько 60 млн доларів за свої послуги, які надавав в Україні.
У грудні 2020 року Президент США Дональд Трамп помилував 26 осіб, включно з Манафортом та екс-радником Роджером Стоуном. Їх було засуджено в рамках розслідування про втручання Росії у вибори в США 2016 року.